# Morgan megye (Ohio)
Morgan megye az Amerikai Egyesült Államokban, azon belül Ohio államban található. Megyeszékhelye és legnagyobb városa McConnelsville. Lakosainak száma 13 802 fő (2020. április 1.). Morgan megye Muskingum, Noble, Washington, Athens és Perry megyékkel határos.

## Népesség
A megye népességének változása:
| Lakosok száma | 15 057 | 15 079 | 14 926 | 14 904 | 14 777 | 13 802 |
|               | 2010   | 2011   | 2012   | 2013   | 2015   | 2020   |